# 大果高河菜
大果高河菜（学名：Megacarpaea megalocarpa）为十字花科高河菜属下的一个种。

## 扩展阅读
- 維基物種上的相關：大果高河菜